# Litoria eucnemis
Litoria eucnemis (fringed tree frog) es una especie de anfibio anuro del género Litoria, de la familia Pelodryadidae. 

## Distribución geográfica
Es originaria de Australia y Nueva Guinea.
Esta rana vive en selvas en las montañas.  Prefiere arroyos con muchas rocas.  La hembra pone sus huevos durante la primavera y el verano, 800-900 cada vez.  Las renacuajos pueden nadar bien en aguas rápidas.  Crecen a ranas después de 60-80 días.